# Тенрю-Мару (554)
Тенрю-Мару (554) — транспортне судно, яке під час Другої світової війни брало участь у операціях японських збройних сил на Тихому океані.
Судно, яке спорудили в 1939 році, в якийсь момент залучили до операцій японських збройних сил в Океанії. Відомо, що 9 березня 1944-го воно перебувало в районі порту Голландія (наразі Джаяпура), де пошкоджено під час атаки літаків «Каталіна». Втім, Тенрю-Мару змогло досягнути Веваку (головна японська база на північному узбережжі Нової Гвінеї), де 4 квітня було виявлене та потоплене авіацією (за іншими даними, це відбулось набагато східніше у Рабаулі, проте останній з лютого вже перебував у повній блокаді).